# Venus Award

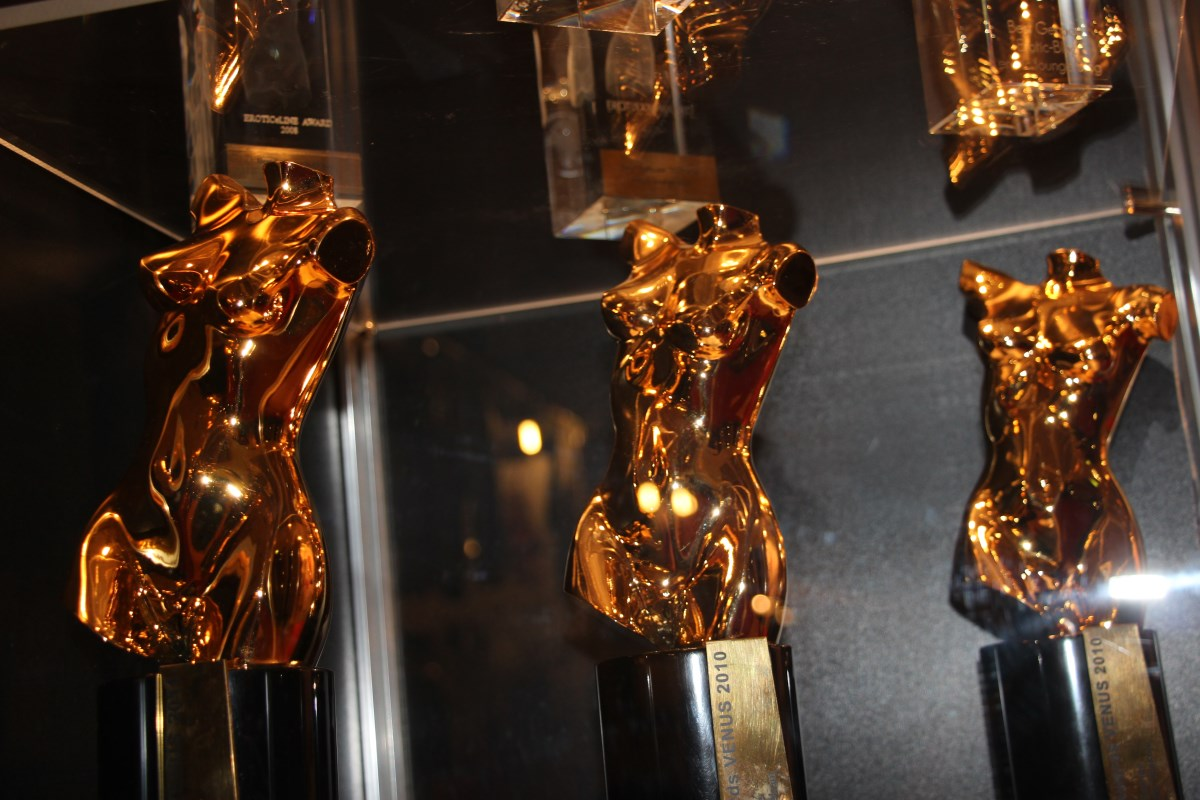
Die Venus-Awards

Der Venus Award ist ein Filmpreis der Erotikbranche, der von 1994 bis 2004 und seit 2010 jährlich anlässlich der „Venus Berlin“, einer internationalen Fachmesse für Erotik, in circa 30 verschiedenen Kategorien verliehen wird.

## Hintergrund
Die Verleihung findet traditionell am ersten Messetag statt und gilt als ein Highlight der von mehr als 30.000 Besuchern frequentierten Messe. Der Filmpreis wird häufig als Oscar der deutschen Erotikbranche bezeichnet und gilt als eine der wichtigsten Auszeichnungen.
Der Journalist Timo Frasch bezeichnete die Venus Awards in einem satirischen Beitrag in der Frankfurter Allgemeinen Zeitung als „kleine deutsche Schwester“ der AVN Awards.
Nominierungen für den Venus Award können von Fans, Gästen, Beteiligten und Kennern der Branche im Vorfeld vorgeschlagen werden. Die Gewinner werden nach eigenen Angaben von einer unabhängigen Fachjury ermittelt.
Statt dieses Preises wurde zwischen 2005 und 2009 der Eroticline Award (2009 unter dem Namen Erotixxx Award) verliehen, der vom B2B-Magazin Medien eLine vergeben wurde. Die Verleihung dieses Preises wechselte jedoch 2010 zur Erotikmesse eroFame. Daher kehrte am 21. Oktober 2010 der Venus Award zurück und wurde im Berliner Wintergarten Varieté verliehen.

## Preisverleihungen

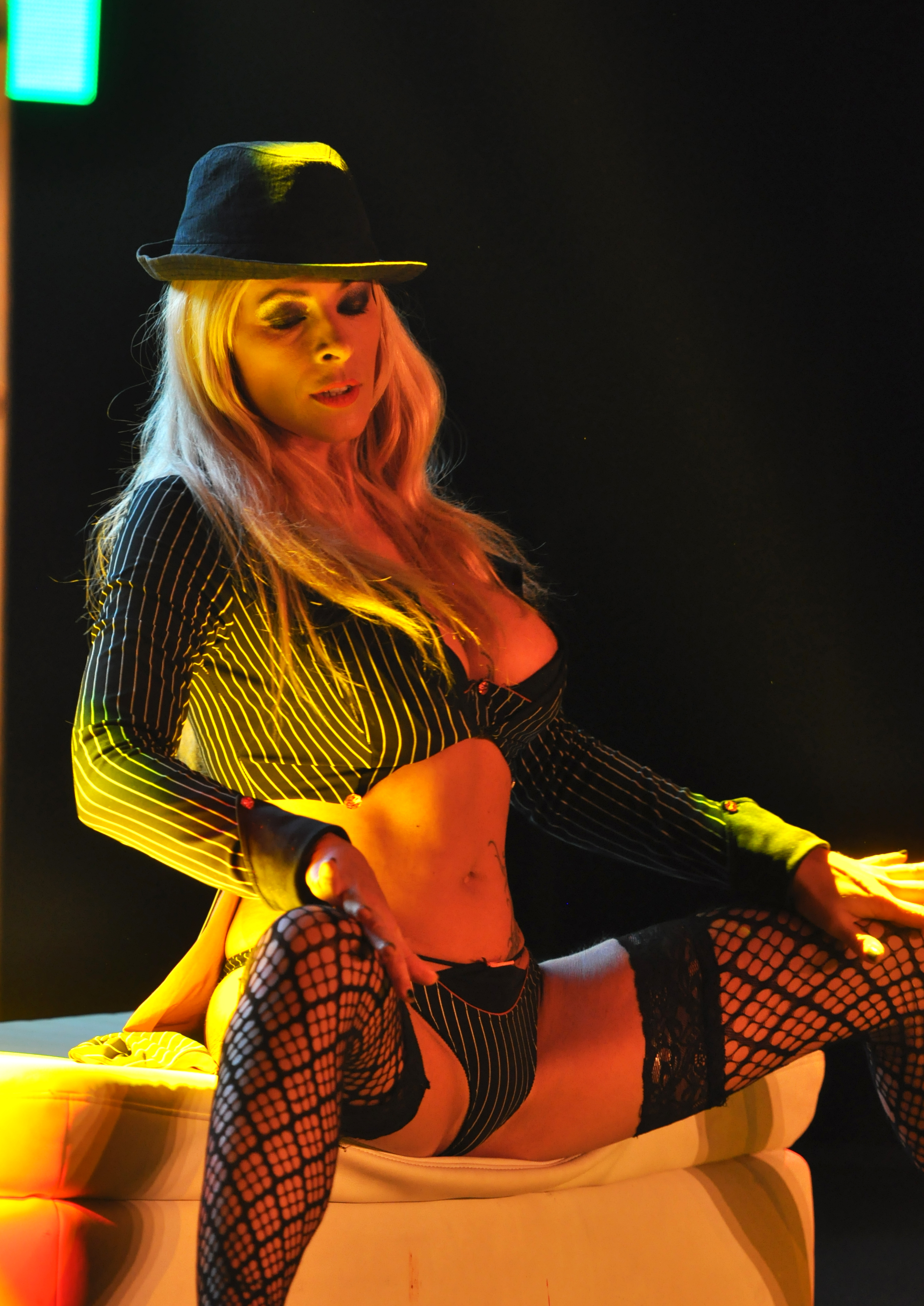
Jenna Jane liveshow bei der Venus 2014, Berlin

| Jahr      | Datum                                                                          | Ort                                                                            |
| --------- | ------------------------------------------------------------------------------ | ------------------------------------------------------------------------------ |
| 1997      |                                                                                | Berlin                                                                         |
| 1998      |                                                                                | Berlin                                                                         |
| 1999      |                                                                                | Berlin                                                                         |
| 2000      | 11. November 2000                                                              | Berlin                                                                         |
| 2001      |                                                                                | Berlin                                                                         |
| 2002      |                                                                                | Berlin                                                                         |
| 2003      |                                                                                | Berlin                                                                         |
| 2004      |                                                                                | Berlin                                                                         |
| 2010      | 21. Oktober 2010                                                               | Berlin, Wintergarten                                                           |
| 2011      | 29. September 2011                                                             | Berlin, Tipi am Kanzleramt                                                     |
| 2012      | 18. Oktober 2012                                                               | Berlin, Goya                                                                   |
| 2013      | 17. Oktober 2013                                                               | Berlin, Ellington-Hotel                                                        |
| 2014      | 16. Oktober 2014                                                               | Berlin, Ellington-Hotel                                                        |
| 2015      | 15. Oktober 2015                                                               | Berlin, Ellington-Hotel                                                        |
| 2016      | 13. Oktober 2016                                                               | Berlin, Ellington-Hotel                                                        |
| 2017      | 12. Oktober 2017                                                               | Berlin, George-C.-Marshall-Haus                                                |
| 2018      | 11. Oktober 2018                                                               | Berlin, Ellington-Hotel                                                        |
| 2019      | 17. Oktober 2019                                                               | Berlin, Ellington-Hotel                                                        |
| 2020–2021 | Aufgrund der COVID-19-Pandemie in Deutschland wurde die Venus Berlin abgesagt. | Aufgrund der COVID-19-Pandemie in Deutschland wurde die Venus Berlin abgesagt. |
| 2022      | 20. Oktober 2022                                                               | Berlin, Wintergarten                                                           |
| 2023      | 26. Oktober 2023                                                               | Berlin, Wintergarten                                                           |
| 2024      | 24. Oktober 2024                                                               | Berlin, Wintergarten                                                           |

## Preiskategorien
Zahl und Auswahl der Preiskategorien änderten sich über die Jahre mehrfach.